# Ministeri d'Habitatge d'Espanya
El Ministeri d'Habitatge d'Espanya (MVIV) és un dels departaments ministerials en els quals es dividí el govern d'Espanya entre el 2004 i el 2010. Va ser creat a l'inici de la VIII legislatura, sota el govern de José Luis Rodríguez Zapatero, amb la finalitat de solucionar el problema dels preus de l'habitatge que sofria Espanya. El ministeri desaparegué durant la reforma del govern d'octubre de 2010.

## Llista de ministres
| # | Legislatura | Nom | Nom                           | Inici mandat        | Fi mandat            | Partit polític | Partit polític                   |
| - | ----------- | --- | ----------------------------- | ------------------- | -------------------- | -------------- | -------------------------------- |
| 1 | VIII        |     | María Antonia Trujillo Rincón | 14 de març de 2004  | 6 de juliol de 2007  |                | Partit Socialista Obrer Espanyol |
| 2 | VIII        |     | Carme Chacón Piqueras         | 6 de juliol de 2007 | 14 d'abril de 2008   |                | Partit Socialista Obrer Espanyol |
| 3 | IX          |     | Beatriz Corredor Sierra       | 14 d'abril de 2008  | 20 d'octubre de 2010 |                | Partit Socialista Obrer Espanyol |